# Acute tubulusnecrose
Acute tubulusnecrose is een aandoening van een specifiek onderdeel van de nieren (de tubuli). Bij deze aandoening sterven de tubuluscellen (die de voorurine transporteren) af. Dit leidt tot acuut nierfalen. Belangrijke oorzaken van acute tubulusnecrose zijn hypotensie (lage bloeddruk) en toxische medicijnen. Medicijnen die toxisch zijn voor de niercellen worden 'nefrotoxisch' genoemd. Men kan acute tubulusnecrose vaststellen door de aanwezigheid van "eiwitcilinders" in de urine. In normale urine horen geen eiwitten te zitten, en al zeker niet de typische cilinders. De cilindervormige eiwitten worden gevormd door restanten van de afgestorven tubuluscellen. De aanwezigheid van deze cilinders is bewijzend voor acute tubulusnecrose. De behandeling van acute tubulusnecrose bestaat uit het stopzetten van de oorzakelijke factor (bijvoorbeeld medicijngebruik staken). Indien hypotensie de oorzaak is dan kan men opteren om de patiënt te "vullen" met een infuus. De tubuluscellen vernieuwen zich constant. Omwille hiervan heeft acute tubulusnecrose een goede prognose. Een herstel valt te verwachten na 1 à 3 weken indien de oorzaken goed bestreden worden.